# Actephila
Actephila är ett släkte av emblikaväxter. Actephila ingår i familjen emblikaväxter.

## Bildgalleri

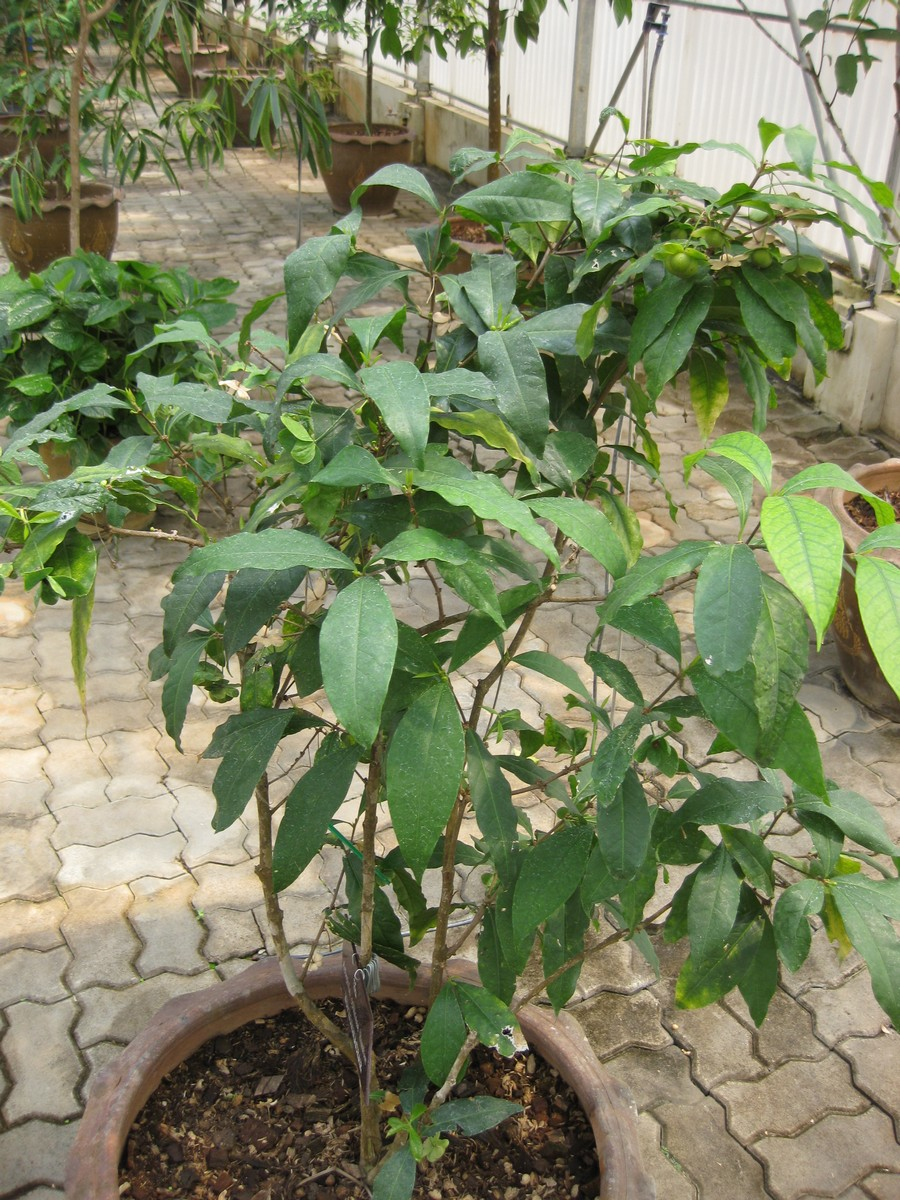
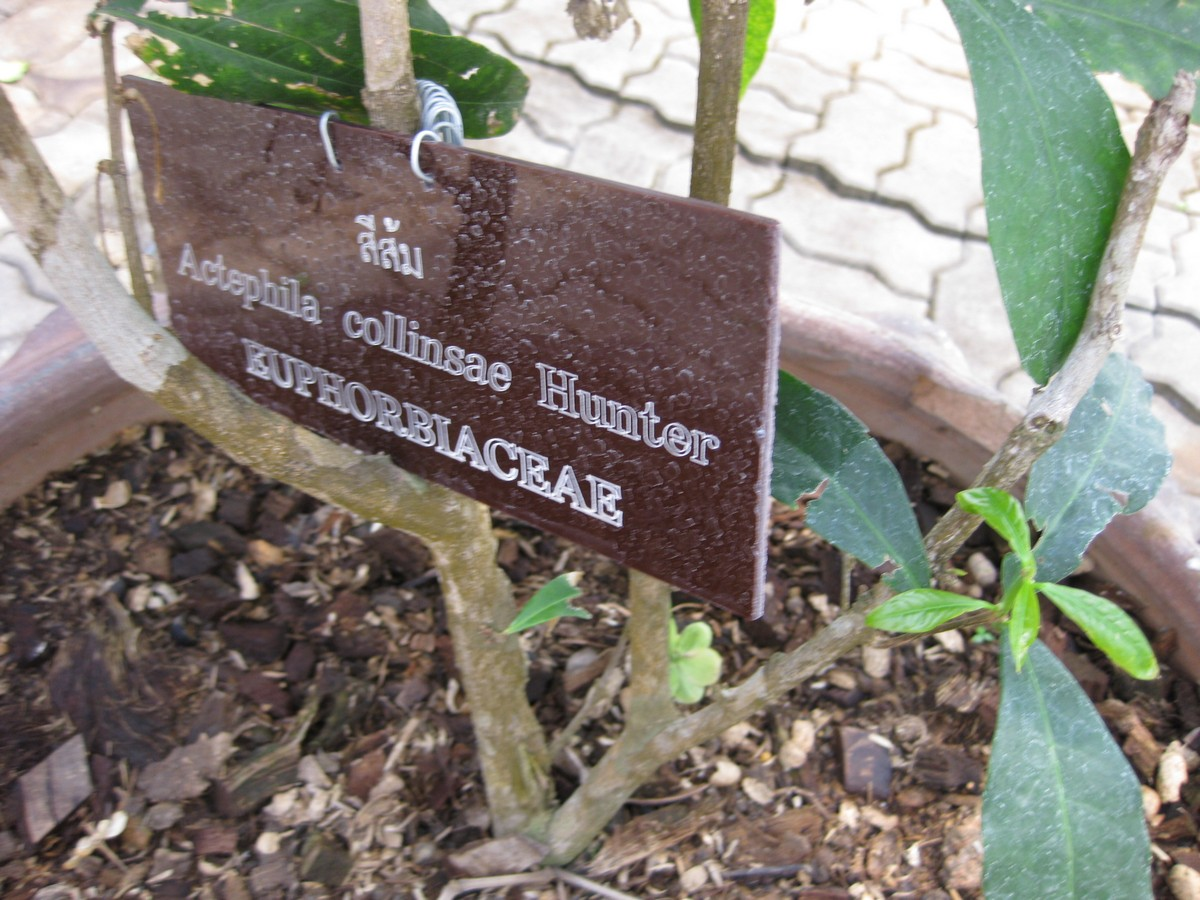
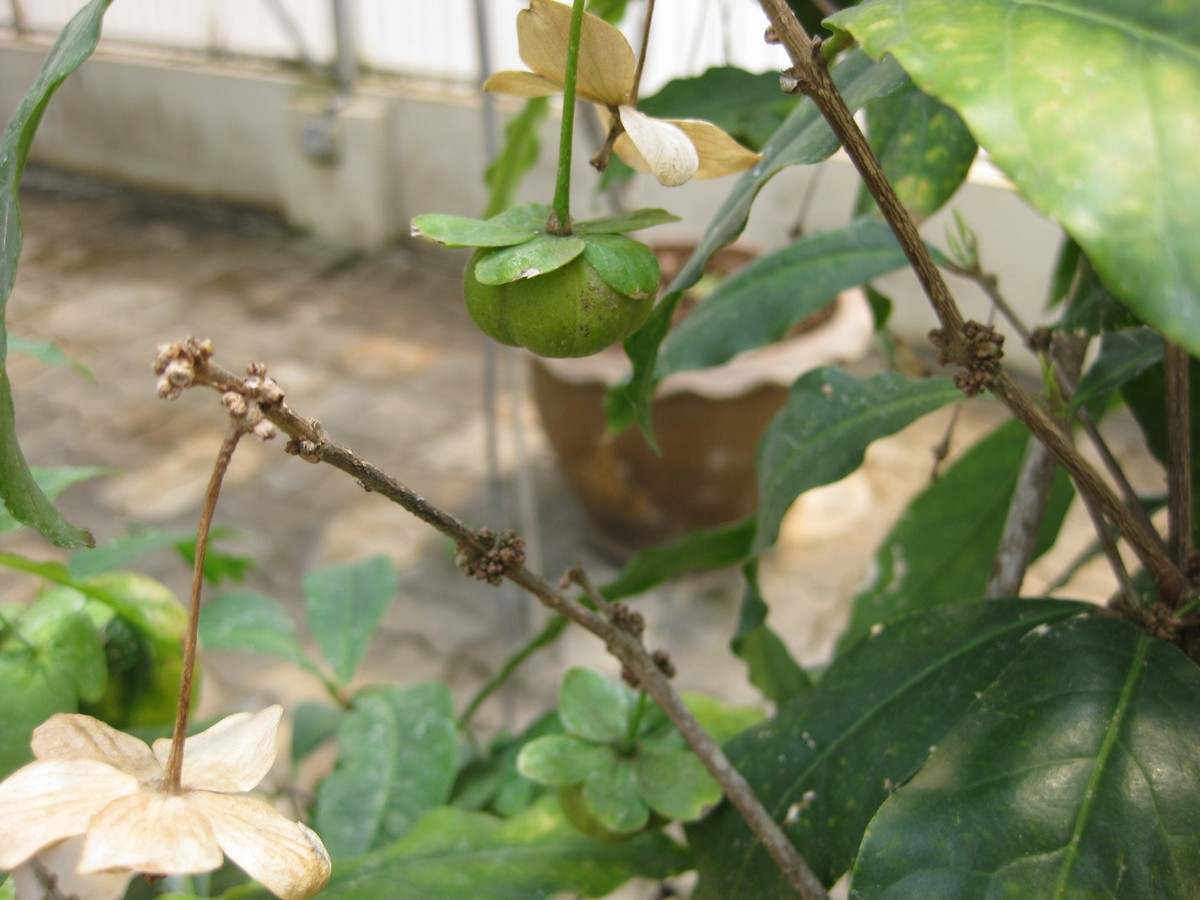
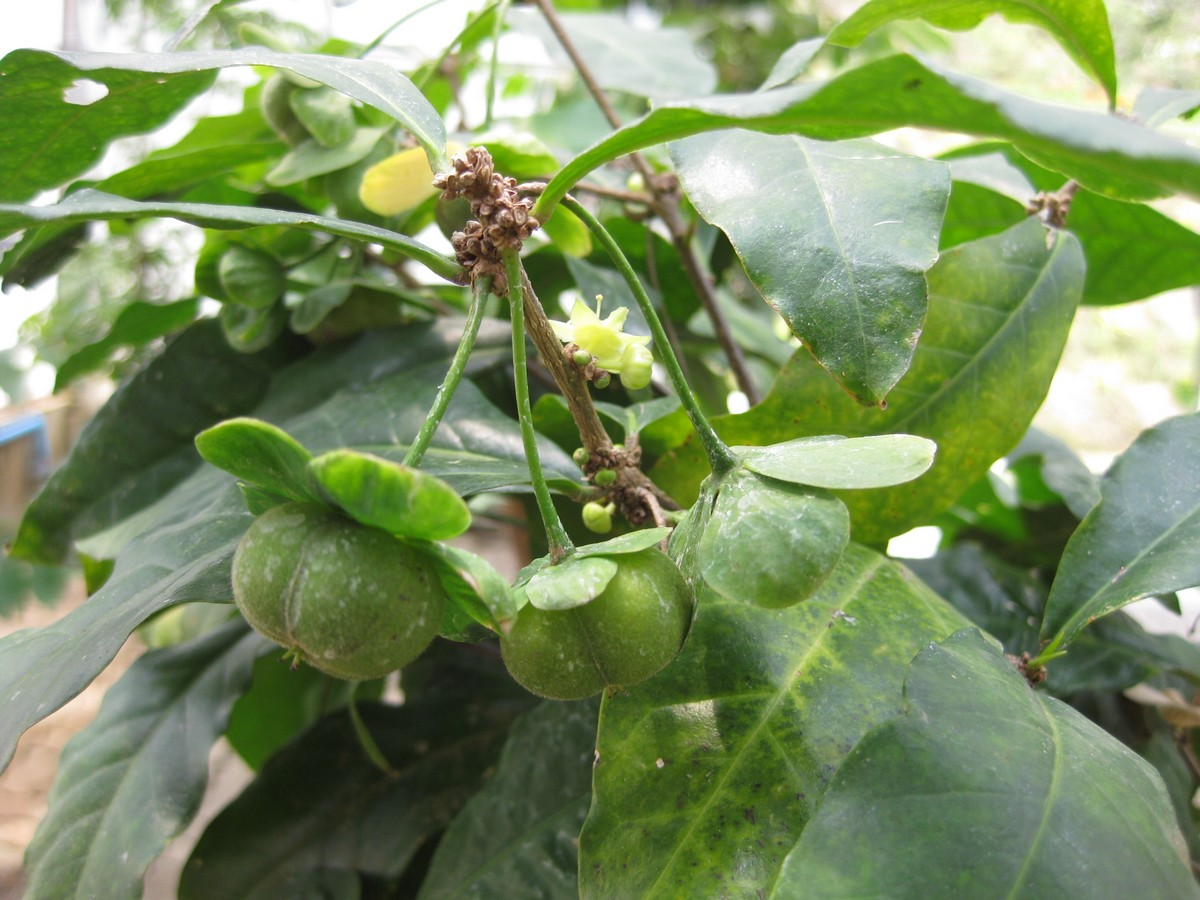
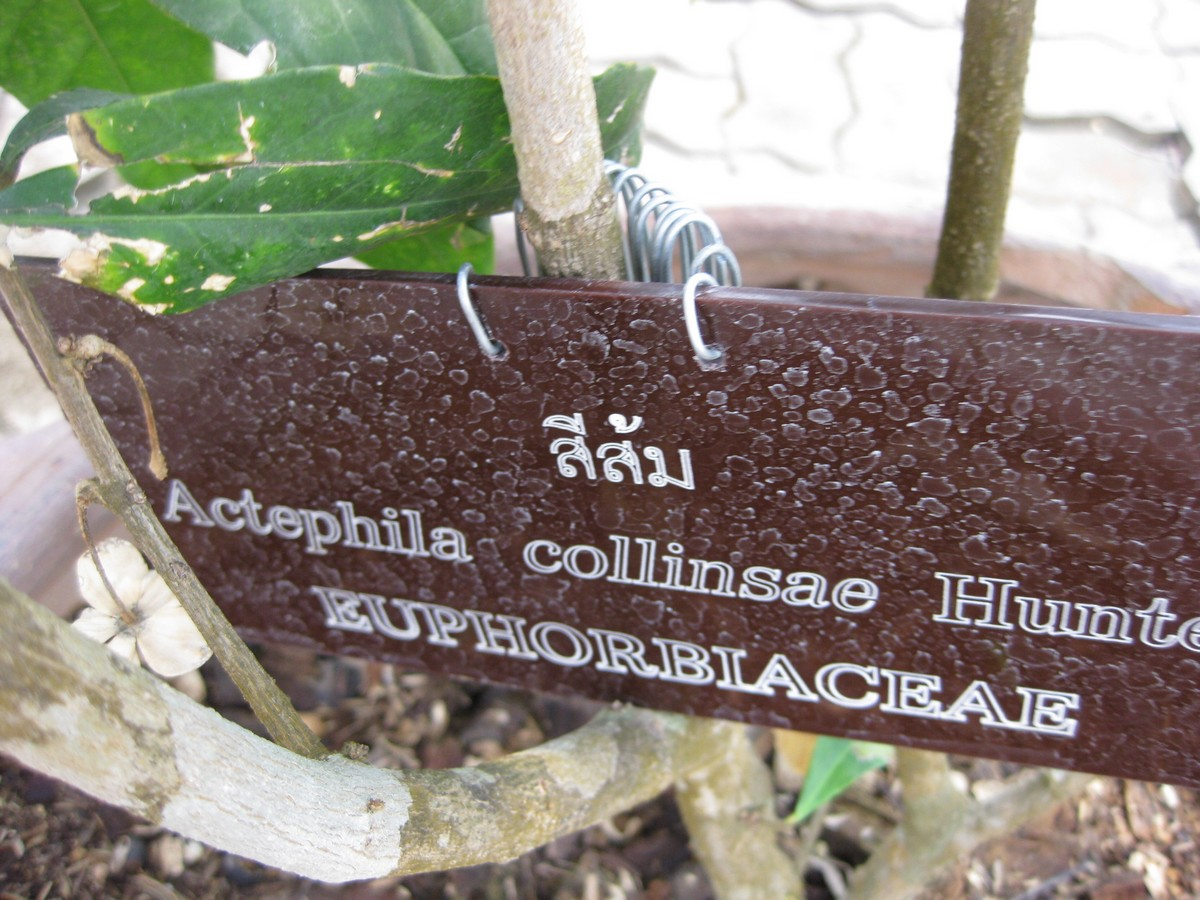

## Dottertaxa tillActephila, i alfabetisk ordning[1]
- Actephila albidula
- Actephila anthelminthica
- Actephila aurantiaca
- Actephila bella
- Actephila championiae
- Actephila collinsiae
- Actephila daii
- Actephila dolichopoda
- Actephila excelsa
- Actephila flavescens
- Actephila foetida
- Actephila grandifolia
- Actephila latifolia
- Actephila lindleyi
- Actephila longipedicellata
- Actephila macrantha
- Actephila mearsii
- Actephila merrilliana
- Actephila nitidula
- Actephila ovalis
- Actephila petiolaris
- Actephila pierrei
- Actephila platysepala
- Actephila plicata
- Actephila sessilifolia
- Actephila subsessilis
- Actephila traceyi
- Actephila trichogyna
- Actephila venusta
- Actephila vernicosa